# Dupree
Dupree – miasto położone w hrabstwie Ziebach, w stanie Dakota Południowa, w Stanach Zjednoczonych. W 2012 roku miasto było zamieszkane przez 538 mieszkańców. Jest to siedziba hrabstwa Ziebach i jedyne zarejestrowane (ang. incorporated) miasto znajdujące się w całości na terenie hrabstwa Ziebach.

## Demografia
Według spisu powszechnego z 2010 roku miasto było zamieszkane przez 525 osób zamieszkałych w 116 rodzinach. Znajdowało się tu 175 gospodarstw domowych. Gęstość zaludnienia wynosiła 519,8 osób/km². Kompozycja rasowa mieszkańców w 2000 roku przedstawiała się następująco: 29,3% stanowili przedstawiciele rasy białej, 66,9% miało pochodzenie indiańskie, 0,4% reprezentowało inne rasy, zaś 3,4% było przedstawicielami co najmniej dwóch ras. Hiszpanami i Latynosami było 4,2% mieszkańców.
W 2010 roku w mieście znajdowało się 176 gospodarstw domowych. 44,9% gospodarstw domowych było zamieszanych przez dziecko w wieku do 18 lat, 38,1% było zamieszkanych przez małżeństwo żyjące razem, 21,6% było zamieszkanych przez kobietę nieposiadającą męża, 6,3% przez mężczyznę nieposiadającego żony, natomiast 34,1% było zamieszkanych przez osoby nieposiadające rodziny. 31,8% gospodarstw było zamieszkanych przez jedną osobę, natomiast 10,8% było zamieszkanych przez osoby w wieku od 65 lat lub starsze. Jedno gospodarstwo domowe było zamieszkane przez 2,98 osób. Średnia wielkość rodziny wynosiła 3,83 osób.
Według kryterium wiekowego, populacja Dupree w 2010 roku liczyła 37,3% osób w wieku poniżej 18 lat, 9% osób w przedziale
18-24 lat, 22% osób w wieku 25-44 lat, 23,8% mieszkańców w przedziale 45-64 lat oraz 7,8% osób, które ukończyły co
najmniej 65 lat. Mediana wieku wynosiła 27,6 lat. 46,5% ludności stanowili mężczyźni, natomiast 53,5% stanowiły kobiety.

## Transport
- U.S. Route 212